# تپه‌ها چشم دارند قسمت دوم
تپه‌ها چشم دارند قسمت دوم (انگلیسی: The Hills Have Eyes Part II) فیلمی آمریکایی در سبک ترسناک به نویسندگی و کارگردانی وس کریون است. این فیلم دنباله تپه‌ها چشم دارند (۱۹۷۷) است. بری کان، جاناتان دبین و پیتر لاک تهیه‌کنندگان این فیلم هستند.

## کتابشناسی
- Gifford, Denis, ed. (2001). British Film Catalogue: Two Volume Set - The Fiction Film/The Non-Fiction Film (3rd ed.). Abingdon-on-Thames: Routledge. ISBN 978-1579581718.
- Stine, Scott Aaron (2003). The Gorehound's Guide to Splatter Films of the 1980s. New York City: McFarland & Company. ISBN 978-0786415328.
- Weldon, Michael (1996). The Psychotronic Video Guide To Film (1st ed.). New York City: St. Martin's Griffin. ISBN 978-0312131494.